# Les Invisibles (émission de télévision)
Les Invisibles est une émission de télévision française, présentée par Arthur, et diffusée pour la première fois le 29 janvier 2016 sur TF1 ,,,,,,,,.

## Concept
Arthur présente des caméras cachés avec des personnalités qui piègent d'autres personnalités, des enfants et des inconnus. Des « défis » sont mis en place, en chaque action réalisée permet de gagner de l'argent pour des associations.

## Invités
- Émission 1 : Cartman, Florent Peyre, Valérie Damidot, Franck Gastambide, Malik Bentalha, Titoff, Baptiste Giabiconi, Julien Brugel, Christophe Licata, Priscilla Betti, Fabienne Carat, Jean-Marc Genereux, Silvia Notargiacomo, Valérie Benaïm et Issa Doumbia[10].
- Émission 2 : Martin Lamotte, Karine Belly, Florent Peyre, Caroline Receveur, Philippe Lacheau, Medi Sadoun, Tarek Boudali, Moundir, Laury Thilleman, Julien Arruti, Maxime Dereymez, Kamel le magicien[11].
- Émission 3 : Valérie Damidot, Fauve Hautot, Artus, Cartman, Rayane Bensetti, Héloïse Martin, Christian Millette, Marianne James, Raymond Domenech, Florent Peyre, Denitsa Ikonomova, Jarry[11].

## Audiences
| Émission | Parti | Jour et horaire de diffusion           | Téléspectateurs | Parts de marché sur les 4 ans et plus | Sources |
| -------- | ----- | -------------------------------------- | --------------- | ------------------------------------- | ------- |
| 1        | 1/1   | Vendredi 29 janvier 2016 (20:55-23:00) | 4 592 000       | 20,7 %                                | [ 12 ]  |
| 2        | 1/2   | Vendredi 6 janvier 2017 (20:55-22:05)  | 3 400 000       | 13,9 %                                | [ 13 ]  |
| 2        | 2/2   | Vendredi 6 janvier 2017 (22:10-00:05)  | 2 860 000       | 15,8 %                                | [ 13 ]  |
| 3        | 1/1   | Samedi 22 juillet 2017 (20:55-23:00)   | 2 561 000       | 16,0 %                                | [ 14 ]  |

Légende :
- plus hauts scores d'audiences
- plus bas scores d'audiences